# Дусетт, Джордж
Джордж Генри Дусетт (англ. George Henry Doucett; 16 мая 1897 года, Рэмси — 1 мая 1974 года) — канадский политик из провинции Онтарио, член Прогрессивно-консервативной партии Канады. Член Законодательного собрания Онтарио (1937—1957), министр в провинциальном правительстве Онтарио (1943―1955).
В 1957—1965 годах — член Палаты общин Канады. В 1957 году стал последним членом Палаты общин, избранным на безальтернативных выборах.

## Биография
Родился 16 мая 1897 года в тауншипе Рэмси (ныне — часть города Миссисипи-Миллс, графство Ланарк, Онтарио). Отец — Джозеф Дусетт-старший, мать — Марта Ирвин.
До начала политической карьеры был страховым брокером, занимался фермерством. В 21 год был избран членом городского совета Рэмси. В 1928 году его избрали ривом (мэром) родного тауншипа, а в 1935 году — старостой графства Ланарк.
В 1937 году Дусетту удалось избраться в Законодательное собрание Онтарио от округа Ланарк. Переизбирался на провинциальных выборах 1943, 1945, 1948, 1951 и 1955 годов. В провинциальном правительстве занимал посты министра общественных работ (1943—1951) и министра автодорог (1943—1955).
В 1957 году был безальтернативно избран в Палату общин Канады на довыборах, объявленных после смерти депутата Уильяма Гурлея Блэра, став последним в канадской истории депутатом федерального парламента, избранным безальтернативно. В 1958, 1962 и 1963 годах был переизбран уже на альтернативных выборах.
В 1965 году 68-летний Дусетт ушёл из политики, отказавшись вновь выставлять свою кандидатуру. В том же году он женился на Моне Дикинсон, 60-летней предпринимательнице из Торонто.
Умер 1 мая 1974 года.